# Qatargate
Il Qatargate, conosciuto anche con i nomi di Eurotangentopoli o Maroccogate (per via del coinvolgimento del Marocco), è uno scandalo politico di corruzione e riciclaggio di denaro, scoppiato al Parlamento europeo nel dicembre 2022.
Alcuni europarlamentari e lobbisti avrebbero ricevuto denaro e regali per difendere gli interessi del Qatar. Le indagini, codotte dalla polizia belga e italiana, hanno portato al sequestro di  diverse centinaia di migliaia di euro in contanti, soprattutto nell'abitazione di Bruxelles della vicepresidente del Parlamento europeo, Eva Kailī. Anche il Marocco è sospettato di aver corrotto alcuni membri del Parlamento Europeo, ottenendo il loro silenzio sulle violazioni dei diritti umani e sul sostegno alle rivendicazioni marocchine sul Sahara Occidentale.
Il Qatargate è stato definito "la più grave vicenda politico-finanziaria che abbia mai coinvolto l'Assemblea di Strasburgo".

## Cronologia degli eventi
Nel novembre 2022, Eva Kailī si reca in Qatar per incontrare il Ministro del Lavoro Ali bin Samikh Al Marri. Tornata al Parlamento europeo, in occasione di un intervento in tribuna, il 22 novembre, elogia le riforme del Qatar: "Il Qatar è un leader in materia di diritti del lavoro".
Agendo in base a un'indagine su una presunta organizzazione criminale, il 9 dicembre 2022, la polizia belga ha eseguito 20 irruzioni in 19 indirizzi diversi in tutta Bruxelles e ha effettuato otto arresti in Belgio e in Italia. Le case e gli uffici degli indagati sono stati perquisiti, compresi gli uffici all'interno del Parlamento europeo a Bruxelles.
Il padre di Eva Kailī, Alexandros, è stato arrestato nel corso della giornata all'hotel Sofitel, in Place Jourdan a Bruxelles. Gli investigatori hanno trovato l'uomo in procinto di fuggire con una valigia contenente "diverse centinaia di migliaia di euro". Il giudice istruttore Michel Claise ha ritenuto l'uomo in flagrante delicto. Ciò ha portato Eva Kailī a perdere la sua immunità diplomatica, che finora aveva impedito agli investigatori di fare irruzione nella sua proprietà. La proprietà di Kailī è stata quindi successivamente perquisita. Circa una dozzina di agenti di polizia e il giudice Claise hanno perquisito il suo appartamento e arrestato la donna. Kailī non ha opposto resistenza, ma secondo i rapporti era "in uno stato di shock e confusione, piangeva ed era terrorizzata". Il suo interrogatorio è durato più di cinque ore.
Il 10 dicembre, Eva Kailī è stata privata del titolo di vicepresidente del Parlamento europeo.
Alcuni degli indirizzi interessati dalle indagini risultano legati ad Antonio Panzeri, un ex eurodeputato italiano. Dopo aver perquisito la sua casa, la polizia ha trovato una grande quantità di denaro, pari a 600 000 euro in contanti, nella sua cassaforte. Contemporaneamente gli inquirenti hanno fatto irruzione negli uffici dell'Ong internazionale "Fight Impunity", organizzazione nata per promuovere la lotta all'impunità di gravi violazioni dei diritti umani, avente come presidente Panzeri ed Emma Bonino come consigliera. Quest'ultima si dimise subito dopo l'arresto dell'eurodeputato.
Dopo la conclusione dei raid, la polizia ha arrestato Eva Kailī; Antonio Panzeri; Francesco Giorgi, compagno di Kailī e consigliere parlamentare; Alexandros Kailī; Luca Visentini, segretario generale della Confederazione sindacale internazionale (CSI); Niccolò Figà-Talamanca, segretario generale della ONG Non c'è pace senza giustizia, fondata nel 1993 da Emma Bonino; e un anonimo assistente dell'eurodeputata italiana Alessandra Moretti. Anche la moglie di Panzeri, Maria Colleoni, e sua figlia, Silvia Panzeri, sono state arrestate la stessa sera. Tuttavia, il 14 dicembre le due donne sono state rilasciate agli arresti domiciliari in una loro proprietà in Lombardia.

Arrestata e condotta nel carcere di San Vittore dalla Guardia di Finanza su richiesta della magistratura belga anche Maria Rossana Bellini – commercialista della famiglia di Antonio Panzeri, ragioniera con studio ad Opera nella cintura milanese, ex assessore al bilancio di Pieve Emanuele, titolare di numerosissimi incarichi in enti statali e partecipate, componente del collegio sindacale, tra le altre di Milano Sport, dell'APOLF (Agenzia Metropolitana per la formazione, l'orientamento e il lavoro) di Milano, Area Sud, Fidas, Eni Fuel, BEA (Brianza Energia Ambiente) – presunto anello di congiunzione fra Antonio Panzeri e Francesco Giorgi e accusata di associazione per delinquere, corruzione e riciclaggio. Nel febbraio 2023 la Bellini è stata scarcerata ma le è stato imposto il divieto di espatrio
Il 12 dicembre 2022, è stato annunciato che l'Autorità greca contro il riciclaggio di denaro aveva congelato tutti i beni di Kailī e quelli dei familiari stretti, inclusi conti bancari, casseforti e attività finanziarie.
Il 14 dicembre, Jack Parrock, capo corrispondente per la stampa dell'Unione europea, ha confermato le indagini ufficiali in cui è stato dimostrato il coinvolgimento degli Emirati Arabi Uniti. Inoltre, la lobby degli Emirati in Europa era stata attiva nei mesi antecedenti al fatto per complottare contro il Qatar e ripulire l'immagine di Abu Dhabi.
Il 15 dicembre, è emerso il presunto coinvolgimento del Marocco nello scandalo. Lo stesso giorno, il Parlamento ha votato la sospensione di tutti gli affari e i lavori riguardanti il Qatar, con un risultato di 541 favorevoli, 2 contrari e 3 astenuti. Il Parlamento ha inoltre adottato una risoluzione per l'istituzione di una commissione d'inchiesta sulla vicenda.
Nonostante il fatto abbia creato profondo stupore tra le istituzioni, il comportamento di alcuni eurodeputati nei confronti del Qatar aveva già suscitato interrogativi. In particolar modo, una risoluzione di Manon Aubry, co-presidente del Gruppo della sinistra al Parlamento europeo (GUE/NGL), nella quale veniva condannato lo sfruttamento della manodopera straniera in Qatar, ha impiegato più di un anno per essere adottata di fronte all'opposizione dei gruppi S&D e PPE.
Il 10 febbraio 2023, in conseguenza di un mandato di cattura internazionale emesso dalla procura federale belga, l'europarlamentare Andrea Cozzolino è stato arrestato e tradotto nel carcere di Poggioreale dal Gruppo d'investigazione sulla criminalità organizzata della Guardia di Finanza. Secondo le accuse, Cozzolino, a lungo presidente della delegazione per i rapporti con i paesi del Maghreb e le commissioni parlamentari miste Ue-Marocco dell'eurocamera, avrebbe ricevuto soldi e regali dall'ambasciatore del Marocco in Polonia in cambio di una politica favorevole a quei Paesi nel Parlamento europeo.
Il nome di Andrea Cozzolino era emerso quando il suo assistente, Francesco Giorgi, compagno di Eva Kailī, era stato arrestato nell’ambito della stessa inchiesta.
Il 4 marzo 2025 la Procura belga richiede la revoca dell'immunità parlamentare per le Deputate Elisabetta Gualmini e Alessandra Moretti.

## Coinvolgimento del Marocco
Subito dopo i primi arresti, è stato confermato il coinvolgimento del Marocco nello scandalo. Alla fine di dicembre 2022, la stampa ha rivelato che un documento di indagine avrebbe mostrato il coinvolgimento ad alto livello della Direzione generale degli studi e della documentazione (DGED), i servizi di intelligence marocchini, nel caso. Secondo un rapporto citato da Der Spiegel, la DGED aveva avuto contatti già nel 2019 con l'ex deputato italiano Pier Antonio Panzeri, il suo assistente Francesco Giorgi e un altro deputato italiano, Andrea Cozzolino. L'obiettivo era quello di influenzare il gruppo socialista al Parlamento europeo. La rivista tedesca d'inchiesta sostiene che i tre italiani fossero anche in contatto diretto con il direttore generale dei servizi segreti della DGED.

## Processi e condanne
I quattro sospettati, Kailī, Panzeri, Giorgi e Figà-Talamanca, dovevano comparire al Palais de Justice di Bruxelles, il 14 dicembre, per un processo. Tre dei quattro imputati sono comparsi in tribunale, ma uno sciopero del personale carcerario ha impedito la comparsa di Kailī; la sua apparizione è stata quindi riprogrammata per il 22 dicembre 2022. Panzeri e Giorgi sono stati tenuti entrambi in custodia in attesa di ulteriori indagini. L'udienza posticipata di Kailī è stata infine ascoltata in una sessione a porte chiuse al Palais de Justice, il 22 dicembre, da dove è stata trattenuta in custodia cautelare per almeno un altro mese, nonostante il suo appello per il rilascio condizionale sotto supervisione elettronica. Figà-Talamanca doveva inizialmente essere rilasciato dalla custodia a condizione che indossasse un braccialetto elettronico alla caviglia, ma la decisione è stata revocata il 27 dicembre 2022, dopo l'appello dei pubblici ministeri. L'udienza di Panzeri è stata posticipata al 17 gennaio 2023.
Il 15 dicembre 2022, Giorgi ha confessato di essere stato corrotto da funzionari del Qatar per influenzare le decisioni del Parlamento europeo. Ha anche confessato di aver ricevuto fondi dal governo marocchino, e benché abbia negato la colpevolezza di Kailī, ha esplicitamente implicato il coinvolgimento di Antonio Panzeri, Andrea Cozzolino e Marc Tarabella.
Il 20 dicembre, Visentini ha ammesso di aver ricevuto da Fight Impunity due pagamenti di 50.000 euro e 60.000 euro, ma ha affermato che le donazioni erano contributi per la sua campagna per diventare Segretario Generale dell'ITUC e non per "influenzare la posizione [dell'ITUC] sul Qatar o su altre questioni".
Nel gennaio 2023, Panzeri si è dichiarato colpevole in seguito a un patteggiamento con le autorità belghe. Come parte dell'accordo, Panzeri ha giurato di rivelare le identità di coloro che ha corrotto, così come quelli con cui ha cospirato. Si prevede che riceverà una sentenza di cinque anni, di cui quattro sarebbero sospesi. Questa è stata solo la seconda volta in cui i pubblici ministeri belgi hanno accolto un patteggiamento, in quanto in precedenza non erano ammissibili per legge. Il 3 febbraio 2023 Niccolò Figà-Talamanca è stato rilasciato senza condizioni.

## Reazioni
Secondo l'organizzazione Transparency International, "per diversi decenni, il Parlamento europeo ha permesso lo sviluppo di una cultura dell'impunità […] e di una totale assenza di controllo etico indipendente". La Presidente del Parlamento Europeo, Roberta Metsola ha promesso un'indagine interna per esaminare tutti i fatti relativi al Parlamento europeo.
Il 18 dicembre, il Qatar ha denunciato le accuse di corruzione e le conseguenti misure intraprese dall'Unione europea, riferendo che ciò avrebbe implicato impatti negativi sulla cooperazione e sulle esportazioni di gas verso l'Europa, già poste in una situazione delicata a causa del boicottaggio della Russia, a seguito del conflitto russo-ucraino. Per il quotidiano Le Monde, tale dichiarazione è una minaccia sottilmente velata.